# Stephen Corry
Stephen Corry (Malesia, 1951) è un attivista britannico.
Direttore dei progetti del movimento mondiale per i diritti dei popoli indigeni Survival International dal 1972, nel 1984 né è divenuto il Direttore generale. Presidente della Free Tibet Campaign dal 1993 al 2009, fa parte del suo Consiglio.

## Biografia
Nel corso della sua vita, in qualità di attivista e Direttore generale di Survival International, Corry ha lavorato con i popoli indigeni di India, Africa e Sud America, in particolare in Amazzonia. Negli anni settanta si fece promotore del concetto di autodeterminazione dei popoli indigeni, arricchendo un dibattito che fino ad allora era rimasto polarizzato sui concetti di "assimilazione" e "conservazione". Dagli anni ottanta lavorò per far conoscere la causa dei popoli indigeni anche al vasto pubblico. Negli anni novanta si schierò contro idee quali il "rainforest harvest", che minacciavano di confondere problemi economici e diritti umani.
Prese parte alla campagna per la difesa dei diritti dei Boscimani del Botswana, ritenuti ingiustamente perseguitati dal governo del paese; per questo è stato (erroneamente) dichiarato dal Botswana "nemico pubblico numero uno".
Gli sforzi di Corry si concentrano soprattutto attorno all'obiettivo di alimentare un movimento mondiale a sostegno dei diritti dei popoli indigeni sufficientemente forte da sradicare l'idea che si tratti di società arretrate, primitive e destinate inevitabilmente a scomparire. Il suo libro "Tribal peoples for tomorrow's word" tratta queste tematiche.
Tra il 2012 e 2014, Stephen Corry ha scritto una serie di articoli per denunciare il ritorno dello stereotipo colonialista del "cattivo selvaggio", diffuso da celebri scrittori di opere di divulgazione scientifica come Jared Diamond, Steven Pinker e Napoleon Chagnon. Secondo Corry, queste idee "non sono soltanto sbagliate, ma anche estremamente pericolose per i popoli indigeni e i loro diritti". I suoi articoli sono stati pubblicati da diverse testate internazionali; in Italia, tra gli altri, dal Corriere della Sera e dalla rivista accademica dell'Associazione Nazionale Universitaria degli Antropologi Culturali, ANUAC.
Nel 2014 ha partecipato alla Public Interest Environmental Law Conference PIELC, organizzata dalla University of Oregon School of Law.

## Premi
Nel 1989, Survival International ha vinto il Right Livelihood Award, noto come Premio Nobel Alternativo; in qualità di Direttore generale, Corry ha tenuto il discorso alla consegna del premio.